# كيتشي هاياشي
كيتشي هاياشي (باليابانية: 林景一؛ بالكانا: はやし けいいち) هو دبلوماسي ياباني، ولد في 8 فبراير 1951 في ياماغوتشي في اليابان.